# Свинцов, Дмитрий Германович
Дмитрий Германович Свинцов (22 июля 1952, Ленинград, СССР —) — российский поэт, переводчик, театральный критик, журналист, Заслуженный работник культуры Республики Карелия (2007).

## Биография
Родился в семье врачей. После окончания Ленинградского Нахимовского училища в 1970 году, учился на штурманском факультете Высшего военно-морского училища им. М. В. Фрунзе. Служил на Северном флоте .
В 1977— 1981 годах, после окончания факультета иностранных языков Карельского педагогического института, работал в газетах Петрозаводска. Член Союза писателей СССР и Союза театральных деятелей России с 1991 года.
Первые стихи были опубликованы в 1977 году в журнале «Север», затем — в журналах «Аврора», «Дружба», «Родник»,  антологиях российской поэзии, в США, Германии, Финляндии, Швеции, Норвегии, Болгарии, Латвии.
В 2001 - 2009 годах  — заместитель директора Национального театра Республики Карелия. Член Союза писателей России с 2005 года.
Перевёл с финского на русский стихи Я. Ругоева и Т. Флинка, с французского — Ш. Бодлера, Ж. Кокто, Ж. Бреля, Ж. Превера, П. Элюара, Б. Виана.